# Expresivism
În metaetică, expresivismul este o teorie despre semnificația limbajului moral.  Potrivit expresivismului, propozițiile care folosesc termeni morali - de exemplu, „Este greșit să se tortureze o ființă umană nevinovată” - nu sunt descriptive sau explicative;  termeni morali precum „greșit”, „bun” sau „pur și simplu” nu se referă la proprietăți reale din lume.  Funcția primară a propozițiilor morale, conform expresivismului, nu este afirmarea oricărei chestiuni de fapt, ci mai degrabă exprimarea unei atitudini evaluative față de un obiect de evaluare. [1]  Deoarece funcția limbajului moral este nedescriptivă, propozițiile morale nu au condiții de adevăr. [2]  Prin urmare, expresiviștii fie nu permit ca propozițiile morale să aibă valoare de adevăr, fie se bazează pe o noțiune de adevăr care nu face apel la condițiile de adevăr descriptive îndeplinite pentru propozițiile morale.
Expresivismul nu susține că funcția propozițiilor morale așa cum este folosită în discursul obișnuit este de a descrie atitudinile morale ale vorbitorului.  Expresiviștii sunt uniți în respingerea subiectivismului etic: viziunea descriptivistă că enunțurile de tipul „X este bun / rău” înseamnă „eu aprob / dezaprob de X”.  Subiectivismul este o teorie descriptivistă, nu una expresivistă, deoarece susține că propozițiile morale sunt folosite pentru a reprezenta fapte - și anume, fapte despre stările psihologice ale subiectului.